# Commission historique prussienne
La Commission historique prussienne (PHK) est une commission historique fondée à Berlin en 1977. Elle est membre de l'Association des institutions de recherche historique de la République fédérale d'Allemagne (de) et entretient des contacts avec la Fondation du patrimoine culturel prussien et les Archives d'État secrètes du patrimoine culturel prussien (de). La mission de la commission est d'étudier la Prusse à partir du XIIe siècle. L'association compte actuellement plus de 40 membres qui tiennent une assemblée générale annuelle dont Jürgen Angelow, Ludwig Biewer, Christopher Clark, Enno Eimers (de), Ewald Frie, Winfrid Halder (de), Wilhelm Kohl (de), Jürgen Kloosterhuis, Andreas Kossert, Hans-Christof Kraus, Bernhard R. Kroener, Sönke Neitzel, Klaus Neitmann, Ingo Sommer (de) et Andreas Thier .

## Publications
Depuis 1991, la revue historique Forschungen zur Brandenburgischen und Preußischen Geschichte (FBPG) et la série Quellen und Forschungen zur Brandenburgischen und Preußischen Geschichte (fondée par Johannes Kunisch, éditée pour le compte de la Commission historique prussienne, Berlin par Frank-Lothar Kroll et Hans-Christof Kraus (2024)) sont publiées par Duncker & Humblot . En outre, depuis 1992, Duncker & Humblot publie des suppléments au FBPG, destinés à refléter les résultats des conférences annuelles, et entre 1979 et 1988, Böhlau Verlag publie une série en neuf volumes intitulée Neue Forschungen zur Brandenburg-Preußischen Geschichte.

## Présidents
- Oswald Hauser (de) (1977-1987)
- Johannes Kunisch (1988–2005)
- Frank-Lothar Kroll (depuis 2006)